# Sergio Daniel Batista
Sergio Daniel Batista (1962, Buenos Aires) és un exjugador (de 1981 a 1999), actualment (des de 2000) entrenador de futbol.
Alguns dels seus àlies són Checho, Merluza, Yeso i Sartenazo. Va jugar a la selecció nacional de l'Argentina, amb la qual va guanyar el Mundial de Futbol de 1986, celebrat a Mèxic. Com a entrenador, va ser seleccionador nacional del seu país pels Jocs Olímpics de 2008, als quals van guanyar la medalla d'or.